# بينيت شانيني
بينيت شانيني (بالإنجليزية: Bennett Chenene)‏ (2 فبراير 1984 في جنوب أفريقيا - ) هو لاعب كرة قدم جنوب أفريقي في مركز الوسط. شارك مع منتخب جنوب أفريقيا لكرة القدم. أما مع النوادي، فقد لعب مع أورلاندو بيراتس وسوبر سبورت يونايتد وموروكا سوالوز ونادي أمازولو وWinners Park F.C. ‏ ونادي بلومفونتين سيلتيك.

## روابط خارجية
- بينيت شانيني على موقع قاعدة بيانات كرة القدم.إي يو (الإنجليزية)
- بينيت شانيني على موقع ناشيونال فوتبول تيمز (الإنجليزية)